# Kevin Korona
Kevin Korona (ur. 28 czerwca 1988 w Norymberdze) – niemiecki bobsleista, złoty medalista mistrzostw świata.

## Kariera
Największy sukces w karierze osiągnął w 2015 roku, kiedy wspólnie z Maximilianem Arndtem, Alexandrem Rödigerem i Benem Heberem zwyciężył w czwórkach podczas mistrzostw świata w Winterbergu. Na podium zawodów Pucharu Świata po raz pierwszy stanął 13 grudnia 2014 roku w Lake Placid, gdzie razem z kolegami zwyciężył w czwórkach. Jak dotąd nie startował na igrzyskach olimpijskich.